# Anna Santoliquido
Anna Santoliquido (Forenza, 28 settembre 1948) è una poetessa, scrittrice e saggista italiana.
Nata a Forenza (Potenza), vive da molti anni a Bari dove si è laureata in Lingue e Letterature Straniere. Docente di Inglese, ha collaborato nella stessa Università. Ha pubblicato numerosi saggi, articoli, racconti e poesie. Ha fondato e presiede il Movimento Internazionale "Donne e Poesia", giunto al 34º anno di attività, organizzandone i Convegni. Traduttrice, fa parte delle redazioni di diverse riviste, tra cui La Vallisa e Clic: Donne 2000 - giornale delle italiane in Germania. Opera in associazioni culturali. È membro del Coordinamento della Sezione Nazionale Scrittori SLC-CGIL e responsabile per “Puglia‑Basilicata”. È responsabile per la Puglia del PEN Club Italia. Dirige laboratori di poesia nelle scuole. Ha presieduto, fino alla ventesima edizione, il progetto artistico-letterario Arcobaleno terminato nel 2009 presso la Scuola Media Statale “Luigi Lombardi” di Bari. Ha svolto stimolazione poetica nel supercarcere di Trani. Ha tradotto dallo spagnolo Diez poesie (La Vallisa, Bari, 1986) e dall'inglese vari poeti contemporanei. È presente in numerose riviste, antologie e saggi critici nazionali e internazionali, tra cui Scrittrici Italiane dell'ultimo Novecento, di Neria De Giovanni, a cura di Giacomo F. Rech, Presidenza del Consiglio dei Ministri - Commissione Nazionale per la Parità e le Pari Opportunità tra Uomo e Donna (Istituto Poligrafico e Zecca dello Stato, Roma, 2003), Pet Sodobnih Italijanskih Pesnikov (Cinque Poeti Italiani Contemporanei, Lubiana, 2003), a cura di Jolka Milič e La Vallisa - I nostri primi vent'anni con la Serbia (Evro-Giunti, Belgrado, 2007), a cura di Dragan Mraović, Les barisiens - Letteratura di una capitale di periferia 1850-2010 - Bari, 2010 di Daniele Maria Pegorari.
Sue poesie sono state tradotte in inglese, spagnolo, serbocroato, cecoslovacco, greco, sloveno, romeno, armeno, cinese, albanese, francese, ungherese, arabo, tedesco, russo, macedone, turco, latino, polacco, bulgaro, persiano e braille.
La bibliografia sulle sue opere è vastissima.

## Opere

### Poesia
- I figli della terra (Edizioni Fratelli Laterza, Bari, 1981). Premio Città di Napoli.
- Decodificazione (Edizioni Fratelli Laterza, Bari, 1986).
- Ofiura (Edizioni Fratelli Laterza, Bari, 1987).
- Trasfigurazione (Edizioni Fratelli Laterza, Bari, 1992).
- Nei veli di settembre (La Vallisa, Bari, 1996).
- Rea confessa (Campanotto Editore, Udine, 1996).
- Il feudo, (Pulcinoelefante, Osnago, 1998).
- Confessioni (di fine Millennio), (Uniongrafica Corcelli, Bari, 2000).
- Bucarest (Campanotto, Udine, 2001).
- Quattro passi per l'Europa - poesie scelte tradotte in Tedesco Inglese Greco (Edizioni Rega, Bari, 2011)
- Nei cristalli del tempo – poesie per Genzano (Plaquette, Genzano di Lucania, 2015)
- Versi a Teocrito con traduzione in Greco Inglese Tedesco Russo (Progedit, Bari, 2015)

### Traduzioni
- Nella ex Jugoslavia Kamena kuca (La casa di pietra, Vladimir Mijuskovic, Niksic, 1988), poesie, traduzione di Dragan Mraovic.
- In Serbia Putovanje (Il viaggio, Gradina, Nis, 1994), poesie, traduzione di Dragan Mraovic.
- In Serbia Bela jedrilica (La vela bianca, Krajinski Knjizevni Kru, Negotin, 1994) - racconti - traduzioni di Dragan Mraovic.
- In Serbia Utazás (Il viaggio, Krovovi, Sremski Karlovci, 2004) poesie, traduzione in ungherese.
- In Serbia Ed è per questo che erro (Smederevo, 2007, edizione bilingue), poesie, traduzione di Dragan Mraovic.
- In Serbia Città fucilata (Parco delle Rimembranze, Kragujevac, 2010, edizione bilingue), poema, traduzione di Dragan Mraovic.
- In Slovenia Tra le righe (Sodobnost International, Lubiana, 2011, edizione bilingue), poesie, traduzioni di Jolka Milic.
- In Romania Casa de piatră / La casa di pietra (Editura Tracus Arte, Bucarest 2014, edizione bilingue) poesie, traduzioni di Răzvan Voncu.
- In Nagorno Karabakh (Artsakh) I have gone too far (Stepanakert, 2016, edizione armeno-inglese), poesie, traduzione di Vardan Hakobyan e Lusine Tovmasyan.
- In Albania Profetesha (Milosao, 2017, Saranda, 2017), poesie, traduzione di Albana Alia.
- In Iran خوشه ها و واژه ها Parole e grappoli (Owl publications, Teheran 2018) poesie in persiano tradotte da Varand Gorjian dell’Università di Teheran.
- In Bulgaria I sogni del cigno - ЛЕБЕДОВИ СЪНИЩА  (Stampante Nima Printing, Eood, Pleven 2022) poesie italiano-bulgaro traduzione di Vanja Angelova.
- In Polonia Anna Santoliquido Poezje Wybrane - Poesie scelte - Selected Poems 1981-2020  (Fondazione Letteraria “Jak podanie ręki” e Unione degli Scrittori Polacchi (ZLP), Poznan, 2022) poesie in polacco, italiano, inglese. Traduzione in polacco di Danuta Zasada.
- Figlia del Sud   (LB edizioni, Bari, 2022) poesie scelte italiano e arabo. Traduzione di Kegham J. Boloyan

### Teatro
- Il Battista, rappresentato a Mesagne a gennaio 1999, con la regia di Ettore Catalano.
- Il Battista - The Baptist  pièce teatrale (Nemapress, Roma 2022, edizione bilingue)

### Curatela
- 5 pesetas di stelle antologia della nuova poesia spagnola, con Daniele Giancane (La Vallisa, Bari, 1985), traduzioni di Emilio Coco
- Donne e poesia 1985 (La Vallisa, Bari, 1986) Atti del I Convegno di Donne e Poesia tenuto a Bari il 3 marzo 1985
- Le tigri e le mimose (La Vallisa, Bari 1987), Atti del II Convegno Nazionale di Donne e Poesia tenuto a Bari il 2 marzo 1986
- Trasgressioni di marzo (La Vallisa, Bari 1988), Atti del III Convegno Nazionale di Donne e Poesia tenuto a Bari il 1º marzo 1987
- Primule gialle (La Vallisa, Bari 1989), Atti del IV Convegno Nazionale di Donne e Poesia tenuto a Bari il 6 marzo 1988
- Rondini e sirene (La Vallisa, Bari 1990), Atti del V Convegno Internazionale di Donne e Poesia tenuto a Bari il 5 marzo 1989
- Stelle zingare (La Vallisa, Bari 1991), Atti del VI Convegno Internazionale di Donne e Poesia tenuto a Bari il 4 marzo 1990
- Seni con le ali (La Vallisa, Bari 1992), Atti del VII Convegno Internazionale di Donne e Poesia tenuto a Bari il 17 e 18 marzo 1991
- Il vivaio allo specchio (Giuseppe Laterza Editore, Bari, 1996), poesie
- Zgodbe z juga - Antologija juznoitalijanske kratke proze (Storie del Sud - Antologia di brevi prose del sud italiano, Sodobnost International, Lubiana, 2005), traduzioni di Jana Okoren.

Ha coordinato il volume La prosa breve slovena - Antologia di autori contemporanei (Levante editori, Bari, 2006), con Roberto Dapit.
- I diritti negati con Patrizia Sollecito (Edizioni Rega, Bari, 2011)

### Saggi critici sull'Autrice
- Anima mundi. La scrittura di Anna Santoliquido a cura di Francesca Amendola. (AVIAPERVIA produzioni multimediali, Oppido Lucano (PZ), 2017)
- Parole in festa per Anna Santoliquido, a cura del Laboratorio Don Bosco oggi. (IF Press, Roma, 2018)
- Una vita in versi - Trentasette volte Anna Santoliquido a cura di Francesca Amendola. (LB edizioni, Bari, 2018)
- Tesi di laurea sulla sua scrittura, discussa all’Università di Bari nel 2019
- La ragazza di via Meridionale - Percorsi critici sulla poesia di Anna Santoliquido  a cura di Lorenzo Spurio (Nemapress Edizioni, Roma, 2021)
- Multas per gentes - Itinerario poetico di Anna Santoliquido a cura di Licia Grillo (FaLvision Editore, Bari, 2021)

### Booktrailer sull'Autrice
- Ritratto di Autrice, a cura di Letizia Lamartire, 2011
- Versi erranti, a cura di Giuseppe Massarelli, 2016

### Riconoscimenti letterari
- Premio Internazionale Europa – Sezione Poesia nell'aprile del 1994 dalla Provincia di Pisa
- Premio “Donna 2002 - Anna Teresa Stella” assegnato dal Kantiere d'Arte Multimediale “Il Centauro” Bari.
- L'Anello d'oro nel 2009 dalla “PKZ Beograda”(Associazione per la cultura e l'istruzione di Belgrado).
- La Carta di Morava Serbia, 2010.
- La cittadinanza onoraria a Mrcajevci, 2010
- Membro onorario dell'Associazione Scrittori della Serbia nel 2010
- Rappresentazione teatrale del poema Città fucilata il 21 ottobre 2010, a Kragujevac.
- Riconoscimento alla carriera dall'Amministrazione Provinciale di Bari nel 2012.
- Riconoscimento alla carriera dal Comune di Forenza (PZ)  nel 2012.
- Conferimento della Laurea Apollinaris Poetica dall'Università Pontificia Salesiana di Roma, nel 2017.
- Membro onorario dell'Unione degli Scrittori Indipendenti della Bulgaria, nel 2017.
- Riconoscimento alla carriera L'arte in versi assegnato a Jesi nel 2018 dall'Associazione Culturale Euterpe.
- Premio WOMEN IN...ART 2018 BIBART – Biennale Internazionale d'Arte di Bari
- Diploma e Medaglia d'Onore dell'Unione degli Scrittori Indipendenti della Bulgaria nel 2018
- Premio Internazionale Klemens Janicki “For a great contribution to world poetry”. (Poznan, Polonia, 2021)
- Premio Nazionale di Letteratura e Giornalismo "Alghero Donna - 2021" Sezione Poesia
- Premio letterario Il Libro d'Oro di Witek Różański (Poznan, 2022)

### Partecipazione a Congressi e incontri letterari

#### In Italia
Roma, Milano, Firenze, Trieste, Torino, Ferrara, Venezia, Bologna, Napoli, Taranto, Lecce, Brindisi, Matera, Potenza, Olbia, Pisa, Oppido Lucano (PZ).

#### All'estero
- Festival Internazionale di Poesia in Valacchia 9ª edizione, 2005;
- Zagabria, Belgrado, Atene, Creta, Bucarest, Lubiana, Maribor, Capodistria, Francoforte.
- Ha partecipato a cinque edizione degli Incontri Internazionali degli Scrittori a Belgrado, l'ultima nel 2010.
- Smederevo, Pozaverac, Petrovac, Sremski Karlovci, Mrcajevci, Kragujevac.
- Francoforte - 4º Festival della Poesia Europea - Maggio 2011
- Struga - 51ª Edizione dello Struga Poetry Evenings in Macedonia - Agosto 2012
- Istanbul - The Second International Poetry Festival -  March 2013
- Yerevan - Ist International Poetry Festival in Armenia - Aprile 2013
- Reşiţa - Third Edition International Poetry Festival “The Gates Of Poetry”  in Caraş-Severin, Romania - Maggio 2013.
- Stepanakert - 2nd INTERNATIONAL POETRY FESTIVAL OCTOBER 2014  - REPUBLIC OF NAGORNO KARABAKH (ARTSAKH)
- Belgrado - 52° International Meeting of Writers.
- Magdeburgo - Progetto Interlese 2015.
- Saranda (Albania) - X Edizione The Trireme of the Jonian Poetry 30 settembre 2 ottobre 2017.
- Struga - 58ª Edizione dello Struga Poetry Evenings in Macedonia - Agosto 2019
- Poznan - (Polonia) - 3rd International Poetic Conference -  October 2019
- Poznan - (Polonia) - 5th International Poetic  Conference - October 2021
- Poznan - (Polonia) - 6th International Poetic  Conference - October 2022